# 中国银行大楼 (上海)
中国银行大楼位于上海市中山东一路23号，是外滩近代建筑中的一座重要建筑。建筑面积为5万平方米，分东西两个大楼。东大楼为主楼，高15层，正面面临外滩，底层的层高较高，地下室有两层，共有17层；西大楼为次楼，楼高四层。建築師為公和洋行。整个建筑的外形带有中国传统的建筑风格，其外墙一律镶以平整的金山石，楼顶采用平缓的四方钻尖型屋顶，部分檐口采用石门拱作装饰，建筑的每层两侧都有漏空的「寿」字图案，栏杆的花纹和窗格也采用了传统的装饰纹样。

## 建造历史
- 1917年，中国北洋政府对德宣战，德国总会也作为敌产被没收，一次大战结束后，中国银行以63万银元的代价向政府购进外滩德国总会会址。
- 1928年，中国银行总行从北京迁到上海。
- 1934年9月中国银行专门成立了大厦管理处理事会，负责大厦的建造事项，总处国外部经理兼上海分行经理贝祖贻为理事长。大楼建筑图样由上海名建筑公司公和洋行及总处建筑课长陆谦受共同拟定，由华商陶桂记营造商以工期18个月、造价181.3万元中标承造。
- 1936年10月10日宋子文主持了中国银行大厦的奠基典礼。
- 1937年大楼结构大致完工。正当工程即将完成之时，抗日战争爆发，扫尾工程延搁。
- 1941年中国银行大楼成为汪精卫伪储备银行的营业场所；抗日战争胜利后又归中央银行使用，几经交涉，直到1946年元旦，中国银行才迁入办公。

## 最初的雙塔計劃

中國銀行大樓雙塔計劃圖

中國銀行大樓最初計劃建設為雙塔形裝飾風藝術建築，有34層，高91公尺，成為當時上海最高的建築。但實際高度僅有77公尺，低於鄰近的沙遜大廈。一說這是因為維克多·沙遜要求在公共租界內任何建築都不得高過沙遜大廈，因此中銀大樓被迫調整高度，但並無正式文獻證明這種說法。導致中銀大樓建設計劃縮小的真正原因多認為是白銀風潮導致上海不動產業蕭條，需求縮小。且中行的財務狀況亦受到白銀風潮影響，被迫縮水計劃。另一說則是因工部局對建築的限高導致計劃縮小。